# Liste der deutschen Botschafter im Tschad
Die Liste der deutschen Botschafter im Tschad enthält die Botschafter der Bundesrepublik Deutschland im Tschad seit 1962. Der Sitz der Botschaft ist in N’Djamena.
| Name | Amtszeit  |                                        |
| Hans Ferdinand Linsser | 1962–1965 |                                        |
| Per Fischer | 1965–1968 |                                        |
| Zwischen Juni 1974 und Mai 1976 geschlossen |           |                                        |
| Peter Metzger | 1977–1979 |                                        |
| Zwischen März 1980 und April 1983 geschlossen |           |                                        |
| Hans-Joachim Heldt | 1984–1986 |                                        |
| Hans-Lothar Steppan | 1991–1993 |                                        |
| Hilmar Kaht | 1986–1988 |                                        |
| Axel Weishaupt | 1988–1990 |                                        |
| Zwischen 1995 und 1998 war die Vertretung geöffnet und durch Geschäftsträger a. i. Dieter Freund geleitet (Akkreditierung durch den Botschafter in Kamerun)                                                                                             |           |                                        |
| Hubert Kolb | 1998–1999 |                                        |
| Zwischen Januar 2000 und August 2002 geschlossen. Vertretung durch den deutschen Botschafter in Yaoundé, Kamerun. Von 2002 bis 2007 wurde die Vertretung von Geschäftsträger Dieter Freund geleitet (der Botschafter in Kamerun war nicht akkreditiert) |           |                                        |
| Helmut Rausch | 2007–2008 |                                        |
| Leopold-Theodor Heldman | 2008–2010 |                                        |
| Claus Auer | 2010–2012 |                                        |
| Helmut Kulitz | 2012–2015 |                                        |
| Detlev Wolter | 2015–2016 |                                        |
| Gabriela Guellil | 2016–2018 |                                        |
| Rolf Welberts | 2018–2019 |                                        |
| Jakob Haselhuber | 2019–2021 |                                        |
| Gordon Kricke | 2021–2023 | Kricke wurde im April 2023 ausgewiesen |
| Günter Overfeld | 2023–2024 | Geschäftsträger a. i.                  |
| Gregor Schotten | seit 2024 |                                        |